# Američka brusnica
Američka brusnica (lat. Vaccinium macrocarpon) je severno-američka vrsta brusnice iz podroda Oxycoccos, čiji se plodovi koriste kao poslastica, ili u lekovite svrhe.

## Opis biljke
Američka brusnica je polegli zimzeleni žbun, kožastih, objajastih listova, dugih do 20 mm, celog oboda, naizmenično raspoređenih na grančicama koje su u osnovi odrvenele. Lišće brusnice je tokom leta sjajno i tamno zeleno, a zimi, tokom perioda mirovanja, lišće gubi hlorofil i postaje crveno. Cvetovi su sraslih kruničnih listića ljubičaste boje. Plodovi su okrugle crvene bobice, veće od listova, sa ostatkom čašice na vrhu. Bobice su slatko kisele, ukusa nalik kiselim jabukama.

## Rasprostranjenje
Američka brusnica raste na vlažnim kiselim močvarnim staništima severnih država SAD i na jugu Kanade. Na istom području se i gaji i spada u najvažnije komercijalne kulture.

## Upotreba i delovanje
Plodovi američke brusnice prerađuju se u različite proizvode. Džem od plodova tradicionalno je neizbežan dodatak jelima u SAD i Kanadi za „Dan zahvalnosti“. Plod brusnice se može konzumirati i svež, osušen, smrznut ili u obliku soka, čaja, koncentrata, kapsula. Plodovi su bogati mineralima, vitaminom A, vitaminom C i kalijumom. 
Brusnica je prirodni uroantiseptik, sadrži jedinjenje koje sprečava prianjanje bakterija za zidove mokraćne bešike. Kod primene antibiotika, po prestanku terapije često dolazi do vraćanja infekcija zato što bakterije ostanu prisutne u zidovima mokraćne bešike. Naučne studije pokazale su da brusnica ima značajan efekat u prevenciji infekcija urinarnog trakta.
Potvrđeno je dejstvo brusnice protiv E. coli, bakterije koja najčešće izaziva urinarne infekcije. Deluje i na druge patogene: Стафилококус ауреус, Klebsiella pneumoniae, Pseudomonas aeruginosa, Proteus mirabilis. Koristi se i kod čira na želucu, jer sprečava prianjanje H. pilori na zidove želuca. Istraživanja su potvrdila dejstvo brusnice na sprečavanje nastanka i širenja ćelija raka dojke i debelog creva.

## Spoljašnje veze
- Sve o brusnici (језик: српски)
- Interesantne činjenice o brusnici[мртва веза] (језик: енглески)
- Istorija uzgoja brusnice Архивирано на веб-сајту  (16. новембар 2015) (језик: енглески)
- Brusnica - lekovita biljka (језик: хрватски)
- Prirodni lek - brusnica Архивирано на веб-сајту  (6. март 2009)